# RS-28 Sarmat
RS-28 Sarmat (tiếng Nga: РС-28 Сармат, đặt theo tên người Sarmatia; ký hiệu của NATO: SS-X-29 hay SS-X-30) là tên lửa nhiên liệu lỏng liên lục địa hạng siêu nặng của Nga, trang bị các đầu đạn thâm nhập khí quyển độc lập, được thiết kế và phát triển bởi Viện thiết kế tên lửa Makeyev từ năm 2009. Nó được dự tính sẽ thay thế cho tên lửa R-36M ICBM (SS-18 'Satan') trong kho vũ khí hạt nhân chiến lược của Nga.
Tên lửa Sarmat là một trong số sáu vũ khí chiến lược được tổng thống Nga Vladimir Putin tiết lộ vào ngày 1 tháng 3 năm 2018. Dự kiến Sarmat sẽ được đưa vào trang bị vào năm 2021.

## Lịch sử phát triển
Tháng 2 năm 2014, quân đội Nga tuyên bố Sarmat dự kiến được đưa vào trang bị khoảng năm 2020. Vào tháng 5 cùng năm, một nguồn tin chính thức khác cho rằng chương trình đang được đẩy nhanh và theo ý kiến của ông, nó sẽ cấu thành lên đến 100% kho vũ khí hạt nhân cố định trên đất liền của Nga vào năm 2021.
Vào cuối tháng 6 năm 2015, có thông tin cho rằng tiến độ sản xuất nguyên mẫu đầu tiên của Sarmat bị kéo dài hơn dự kiến. Trước đó RS-28 Sarmat dự kiến được đưa vào trang bị năm 2016.
Vào ngày 10 tháng 8 năm 2016, Nga đã thử nghiệm thành công động cơ giai đoạn đầu của RS-28 có tên là PDU-99. Hình ảnh đầu tiên của tên lửa đã được giải mật và công bố vào tháng 10 năm 2016.
Vào đầu năm 2017, tên lửa nguyên mẫu được cho là đã được chế tạo và được đưa đến khu vực Sân bay vũ trụ Plesetsk để thử nghiệm nhưng chương trình thử nghiệm đang bị trì hoãn để kiểm tra lại các thành phần phần cứng quan trọng trước khi được phóng thử.
Theo Tư lệnh Lực lượng Chiến lược Nga, Đại tá Sergei Karakayev, RS-28 Sarmat sẽ được triển khai bởi Sư đoàn tên lửa cờ đỏ số 13 của Tập đoàn quân tên lửa số 31 tại Căn cứ Không quân Dombarovsky, Orenburg và cùng với Sư đoàn Tên lửa cờ đỏ số 62 thuộc Tập đoàn quân tên lửa cận vệ số 33 tại Uzhur, Krasnoyarsk, để thay thế cho các ICBM R-36M.
Vào cuối tháng 12 năm 2017, vụ phóng thử đầu tiên của tên lửa đã được thực hiện tại Sân bay vũ trụ Plesetsk. Theo báo cáo, tên lửa chỉ bay được vài chục km và rơi trong phạm vi thử nghiệm.
Vào ngày 1 tháng 3 năm 2018, Tổng thống Nga Vladimir Putin, trong bài phát biểu thường niên trước Quốc hội Liên bang Nga, nói rằng "giai đoạn thử nghiệm tích cực" của tên lửa đã được bắt đầu. Ngay sau đó, một nguồn tin quân sự giấu tên được trích dẫn nói rằng thông tin về tên lửa Sarmat vào năm 2007 đã bị phương Tây cố tình tiết lộ. Vào ngày 30 tháng 3 năm 2018, Bộ Quốc phòng Nga đã công bố một đoạn video buổi phóng thử thành công lần thứ hai của ICBM RS-28 Sarmat tại Sân bay vũ trụ Plesetsk.
Vào ngày 24 tháng 12 năm 2019, trong cuộc triển lãm các hệ thống vũ khí hiện đại tại Trung tâm Quản lý Quốc phòng Quốc gia, có thông tin cho rằng Sarmat có khả năng thực hiện "chuyến bay trên quỹ đạo phụ với tầm bắn 35.000 km". Các cuộc thử nghiệm của tổ hợp tên lửa này dự kiến sẽ hoàn thành vào năm 2021 và trong giai đoạn 2020-2027, "hai mươi trung đoàn tên lửa được lên kế hoạch tái trang bị bằng RS-28".

## Thiết kế
RS-28 Sarmat có khả năng mang theo tải trọng đầu đạn nặng 10 tấn (gồm 10 đầu đạn hạng nặng hoặc 15 đầu đạn xâm nhập khí quyển độc lập hạng nhẹ, nó cũng có thể mang một số lượng chưa xác định các thiết bị bay siêu vượt âm dạng tàu lượn Avangard (HGVs) hoặc hỗn hợp đầu đạn cùng nhiều mồi nhử chống lại hệ thống phòng thủ tên lửa đạn đạo. Bộ Quốc phòng Liên bang Nga tuyên bố rằng tên lửa Sarmat là sự đáp trả với hệ thống Vũ khí tấn công nhanh toàn cầu của Mỹ.
Sarmat có khả năng bay lên với gia tốc rất lớn, giúp rút ngắn khoảng thời gian nó có thể bị theo dõi bởi các vệ tinh có cảm biến hồng ngoại, chẳng hạn như Hệ thống dò tìm tín hiệu hồng ngoại từ trên quỹ đạo của Mỹ, khiến việc đánh chặn nó trở nên khó khăn hơn. Người ta suy đoán rằng Sarmat có thể bay theo quỹ đạo qua Nam Cực, hoàn toàn miễn nhiễm với bất kỳ hệ thống phòng thủ tên lửa hiện tại nào, và nó có khả năng Tấn công dưới quỹ đạo (FOBS).
Theo nhiều nguồn tin khác nhau, địa điểm phóng của RS-28 sẽ được trang bị hệ thống phòng thủ chủ động " Mozyr ", được thiết kế để loại bỏ lợi thế tấn công phủ đầu của kẻ thù tiềm tàng bằng cách phá hủy bằng động học các loại bom, tên lửa hành trình và đầu đạn ICBM ở độ cao tới 6 km.

## Hoạt động tương lai
Nga
- Lực lượng tên lửa chiến lược Liên bang Nga